# Adilə Şahtaxtinskaya
Adilə Şahtaxtinskaya (aserbaidschanisch Adilə Isə Sultan qızı Şahtaxtinskaya; * 17. April 1894 in Tiflis, Gouvernement Tiflis, Russisches Kaiserreich; † 30. März 1951 in Tiflis, Georgische SSR, UdSSR) war eine aserbaidschanisch-sowjetische Gynäkologin, Doktor der medizinischen Wissenschaften, Professorin.

## Leben
Adilə Şahtaxtinskaya wurde am 17. April 1894 in Tiflis, Georgien, in die Familie des Publizisten und Studienberaters Isə Sultan Şaxtaxtinski geboren. Isə Şaxtaxtinski heiratete im Jahr 1885 die Tochter von General Allahyar Ağalarov, Səkine. Am 17. Oktober 1894 Şaxtaxtinski stirbt und Səkine kümmert sich allein um ihre sechs Töchter. Səkine setzt sich dafür ein, dass ihre Töchter eine bessere Ausbildung erhalten.
Im Jahr 1930 erhielt Adilə Şahtaxtinskaya den Grad eines Doktors der medizinischen Wissenschaften und 1936 den wissenschaftlichen Titel einer Professorin. Sie war damit die erste aserbaidschanische Frau, die Doktor der medizinischen Wissenschaften und Professorin wurde.
Ab 1933 leitete Şaxtaxtinskaya die Abteilung für Geburtshilfe und Gynäkologie am Aserbaidschanischen Staatlichen Medizinischen Institut (heute Aserbaidschanische Medizinische Universität). Şaxtaxtinskaya war eine der ersten Frauen an der Spitze der Abteilung in Aserbaidschan.
Am 4. September 1937 wurde Şaxtaxtinskaya verhaftet. Der Grund war, dass Adiləs Ehemann, Qulam Sultanov, angeblich in konterrevolutionäre Aktivitäten verwickelt war. Sie wurde mit einem von Leutnant Rogan, dem Leiter des 8. KGB, unterzeichneten Haftbefehl ins Bayıl-Gefängnis gebracht. Dort wurde sie verhört und zu Unrecht inhaftiert. Şaxtaxtinskaya beharrte auf ihrer Unschuld und kam frei. Daraufhin zog sie nach Tiflis und lebte dort bis zu ihrem Tod. Sie ist auf dem alten muslimischen Friedhof in Tiflis begraben (heute befindet sich hier im Botanischen Garten das Pantheon der prominenten Aserbaidschaner). Ihr Name ist auf einem Denkmal eingraviert, das auf dem Gelände des Pantheons steht.